# 马古拉县
马古拉（Magura District）为孟加拉国库尔纳专区辖县，地处孟加拉国西南部。县境西北部与切尼达县接壤，东北部与拉杰巴里县毗邻，东部与福里德布尔县交界，南部与纳拉扬甘杰、杰索尔县相连。年平均降雨量1467毫米，平均气温11.2℃（最低）至37.1℃（最高）。县域总面积1048平方千米，总人口811160人（1991年），全县下辖4个乌帕齐拉；行政机构驻马古拉镇。